# Скабелка, Андрей Владимирович
Андре́й Влади́мирович Скабелка (бел. Андрэй Уладзіміравіч Скабелка; род. 20 января 1971, Минск) — советский и белорусский хоккеист, правый нападающий. Заслуженный мастер спорта Республики Беларусь (2002). Тренер.

## Биография

### Игровая карьера
Выступал за ЦСКА (Москва), СКА (Хабаровск), «Динамо» (Минск), «Тивали» (Минск), «Торпедо» (Ярославль), «Ак Барс» (Казань), «Лада» (Тольятти), «Салават Юлаев (Уфа)», «Юность» (Минск) и «Сибирь» (Новосибирск).
В составе национальной сборной Белоруссии провёл 133 матча (49 голов, 65 передач), участник зимних Олимпийских игр 1998 и 2002, участник квалификационных турниров зимних Олимпийских игр 1998 и 2002; участник чемпионатов мира 1994 (группа C), 1995 (группа C), 1996 (группа B), 1997 (группа B), 1998,1999, 2000, 2001, 2002 (дивизион I), 2004 (дивизион I), 2005 и 2006.

### Тренерская карьера
Скабелка тренировал «Барыс» с 2018 по 2020 год. В двух сезонах подряд казахстанская команда заняла второе место в Восточной конференции по итогам регулярного чемпионата КХЛ и дважды дошла до второго раунда плей-офф. 6 апреля 2020 года стало известно, что Скабелка не смог договориться с казахстанским клубом о новом контракте. 2 мая 2020 года возглавил хоккейный клуб «Локомотив», подписав с ним контракт на 3 сезона.
24 сентября 2021 года был отправлен в отставку с поста главного тренера клуба «Локомотив».
В 2022 году вновь перешел в клуб «Барыс». 7 октября 2023 года покинул пост главного тренера клуба.

## Семья
Сын Алексей Скабелка также профессиональный хоккеист.

## Достижения
- Чемпион России (1997), бронзовый призёр чемпионата России (1998).
- Чемпион Белоруссии (1993-95, 2005), серебряный призёр чемпионата Беларуси (2006).
- Обладатель Кубка Беларуси (2004-август, 2005).
- Лучший хоккеист года Белоруссии (1994, 1997).
- В качестве тренера бронзовый призёр чемпионата Белоруссии: 2010.
- Лучший тренер Белоруссии (2016, 2018/19,2019/20)[6][7]